# オペル・モンツァ
オペル・モンツァ (Opel Monza) は、ドイツの自動車メーカーオペルが1978年から1987年まで製造・販売していたクーペである。
2013年9月のフランクフルトモーターショーにモンツァの名を冠したコンセプトモデルが出展されることになった。

## 歴史
1978年に発表したセネターベースのファストバッククーペ版。当時オイルショックの影響で販売低調した打開策として販売、空力的デザインのユーロスタイルのフラッグシップモデル。メカニズムなどは2784cc直6と2968cc直6で2機種で2968cc直6にはキャブレーター仕様とインジェクション仕様を用意、サスペンションなどはセネターと同様で、ホイールベースが短く重量も軽かった。
1982年にマイナーチェンジしスポーティー路線へと進化。メカニズムなどは2.8ℓに代わりインジェクションを標準装備した2.5ℓを搭載、圧力式スーパーチャージャーのディーゼルエンジンをオプション装備していた。
1987年に生産終了。後継車種は無し。

## グレード
- GSE
- GS